# Podocarpus brassii
Podocarpus brassii — вид хвойних рослин родини подокарпових.

## Поширення, екологія
Країни поширення: Індонезія (Папуа); Папуа Нова Гвінея. Вид, як правило, знаходиться у верхніх гірських і субальпійських регіонах, іноді заглиблюючись в альпійські луки на висотах 1750-3810 м. Кліматичні умови включають середньорічну температуру 12,5°С, а середній мінімум в найхолодніший місяць 6,3°С, і середньорічну кількість опадів 3148 мм.

## Морфологія
Дерева або густі чагарники, до 15 м заввишки, часто криві і кострубаті. Кора червонувато-коричнева, світло-коричнева, волокниста, або блідо-сіро-коричнева з широкими і вузькими поздовжніми канавками. Внутрішня кора жовто-коричневий або світло-оранжево-коричнева. Деревина жовтувато-коричнева, іноді злегка червонувата. Листки густі, темно-зелені, знизу часто сизі й краї червонуваті, молодих дерев листки червонуваті або світло-зелені з червонуватими краями, шкірясті, широко ланцетні або оберненояйцеподібні-ланцетні, 10-18 (-25) на 3-7 мм на дорослих деревах, але на молодих часто більші, гострі або тупо загострені, вузько клиноподібні біля основи. Черешки довжиною 0,5-2 мм. Чоловічі шишки пазушні, одиночні, циліндричні, 2,5-3 на 0,3-0,7 см, сидячі, біля основи оповитий кількома лусками, приквітки яйцеподібно-трикутні, 3-6 на 2-5 мм, тупі або гострі. Жіночі шишки одиночні, пазушні. Плодоніжка товста і м'ясиста, довжиною 2-9 мм. Плоди червонувато-фіолетові, складається з 2 або 3 м'ясистих, злитих частин. Яйцеклітини зазвичай одиночні. Насіння червонувате або чорнувате при дозріванні, еліпсоїдно-кулясте, розміром 7-10 на 5-6 мм.

## Використання
Не використовується в комерційних цілях. Окрім кількох рослин, вирощених в ботанічних садах, де вид зазвичай є чагарником, його не вирощують.

## Загрози та охорона
Загрозами є відкриті видобутки на великій висоті (наприклад видобуток міді в та поблизу національного парку Лоренца). Цей вид присутній в кількох охоронних територіях, наприклад, Національний Парк Лоренца.